# ハーフィンダール・ハーシュマン・インデックス
ハーフィンダール・ハーシュマン・インデックス（Herfindahl-Hirschman Index, HHI）とは、ある産業の市場における企業の競争状態を表す指標の一つ。寡占度指数とも呼ばれる。

## 概要
その産業に属する全ての企業の市場占有率の2乗の総和と定義される。
HHIは独占状態においては 1（数値に百分率を用いるときには10000）となり、競争が広くいきわたるほど 0 に近づく。
経済学者ハーフィンダール、ハーシュマンに由来した名称の指標である。
この指標は、市場が寡占状態か競争状態かを見分けるのに効果的であるが、地理的独占や特定商品における独占などは数字に表れないことに注意が必要である。

### 計算方法
例えば、ある市場で、2社による寡占状態であり、市場占有率がそれぞれ30%と20%である場合、HHIは0.32＋0.22=0.13となる。
また、ある市場で、100社の市場占有率が全て1%ずつである場合、HHIは100×0.012=0.01となる。
企業結合に参加する企業n社の市場シェアがそれぞれa1,a2,a3......であったとすると、HHIは、HHI=an2 となる。

## 利用

### 独占禁止法における企業結合規制
日本の独占禁止法（私的独占の禁止及び公正取引の確保に関する法律）は、「一定の取引分野における競争の実質的な制限」をもたらすような企業の合併などの企業結合を規制している（企業結合規制）。
しかし、同法を運用する公正取引委員会は、『企業結合審査に関する独占禁止法の運用指針』（企業結合ガイドライン）では、およそ「競争の実質的な制限」が起こらないもの、として、いわゆる「セーフ・ハーバー」を設定している。
具体的には、企業結合を行う各企業の市場占有率（市場シェア）の百分率による値から算出したHHIについて、下記の条件のいずれかを満たす場合には、企業結合規制に抵触するか否かの審査の対象とならないことになる(154)。
- 水平型企業結合の場合：以下の条件のいずれか
  - 企業結合後のHHIが1,500 以下である場合
  - 企業結合後のHHIが1,500を超えるが、2,500以下であって、かつ、HHIの増分が250以下である場合
  - 企業結合後のHHIが2,500を超え、かつ、HHIの増分が150以下である場

- 垂直型企業結合の場合：企業結合後のHHIが2,500以下であり、かつ、企業結合後の市場占有率が35%以下の場合